# 埃賈加姆湖
5°45′N 8°59′E / 5.750°N 8.983°E
埃賈加姆湖（法語：Lac Ejagham），是喀麥隆的湖泊，位於該國西南部，由西南區負責管轄，長1.05公里、寬0.7公里，面積0.49平方公里，最大水深約18米，該湖泊在1908年被發現。